# Zercidium helenense
Zercidium helenense là một loài nhện trong họ Theridiidae. Chúng thuộc chi đơn loài Zercidium và được Pierre L. G. Benoit miêu tả năm 1977.